# عوالق حيوانية

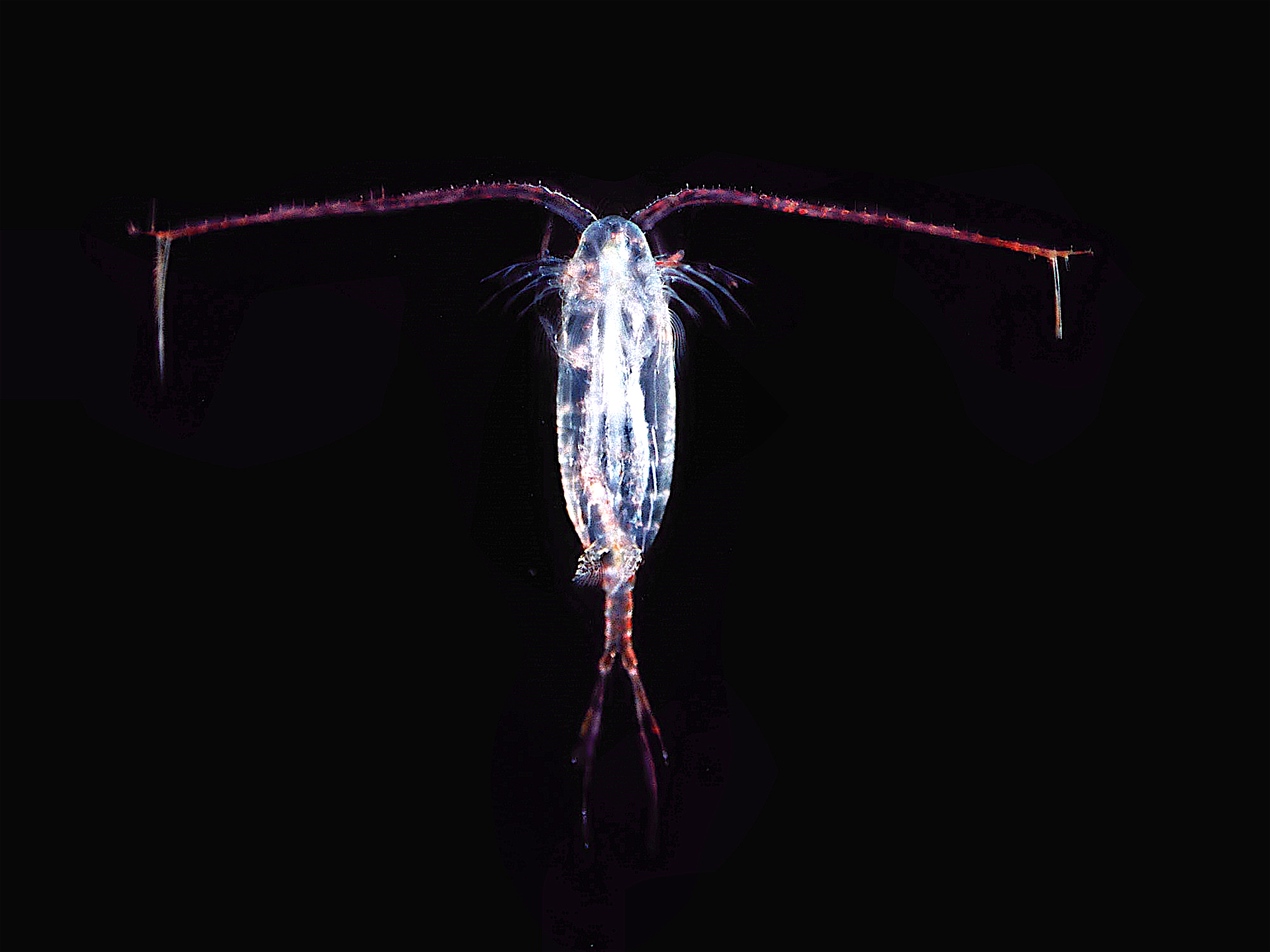
مجدافية الأرجل

العوالق الحيوانية عوالق غيرية التغذي تعيش في المحيطات والبحار والمياه العذبة، وعادة ما تكون الأفراد منها صغيرة جداً ولا ترى بالعين المجردة، إلا أن بعضها مثل قنديل البحر كبير.
تعد العوالق الحيوانية تصنيفاً يغطي مجموعة من الكائنات الحية ذوات الأحجام المختلفة، بما في ذلك الأواليات الصغيرة والحيوانات الكبيرة، وتوجد العوالق الحيوانية في المياه السطحية غالباً، وذلك لتوفر الموارد الغذائية (العوالق النباتية والحيوانية الأخرى). ومن خلال استهلاكها للعوالق النباتية والمصادر الغذائية الأخرى، فإنها تلعب دوراً في الشبكات الغذائية المائية، باعتبارها مورداً للمستهلكات الأعلى مستوىً في الشبكة الغذائية (بما في ذلك الأسماك).

## معرض صور

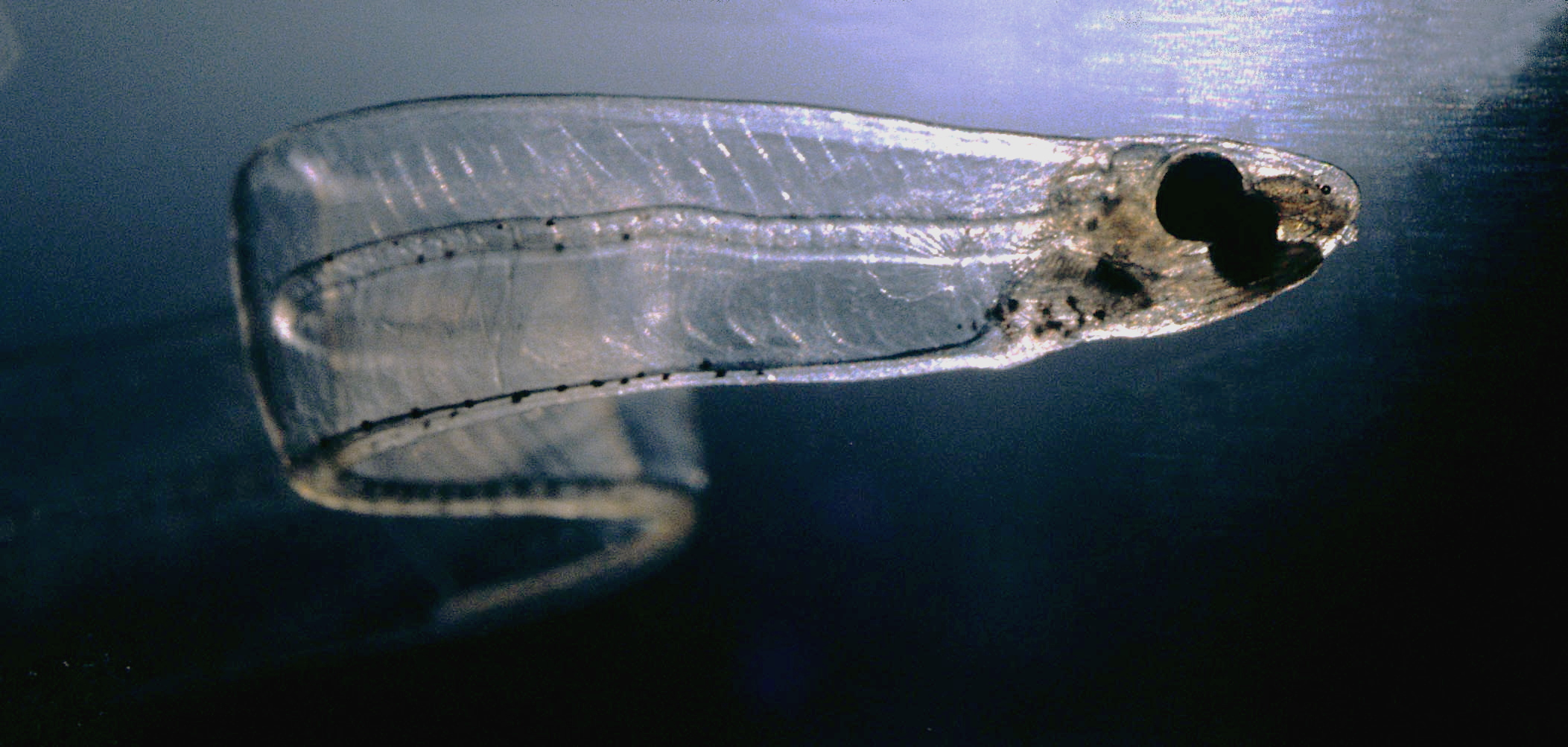
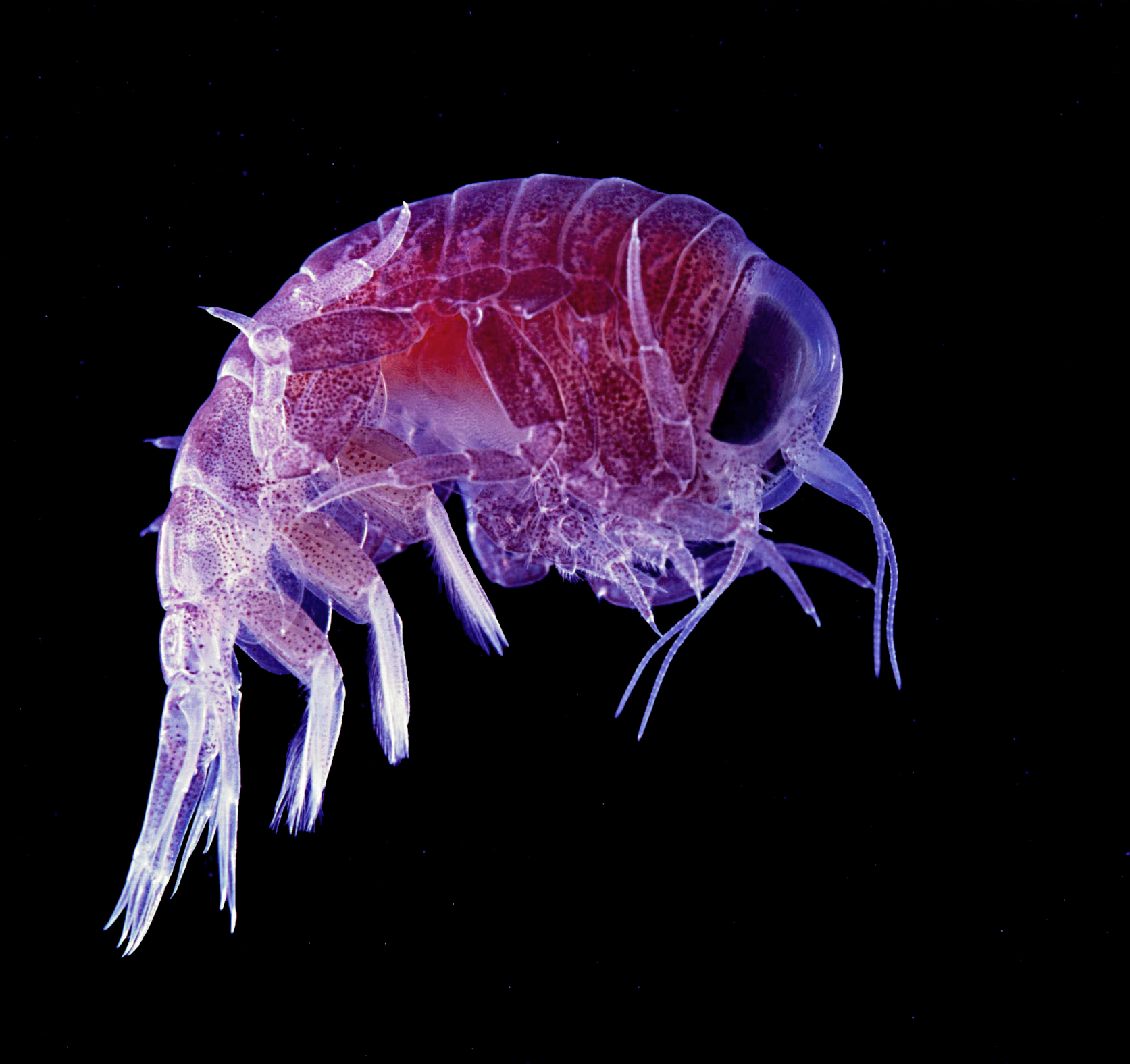
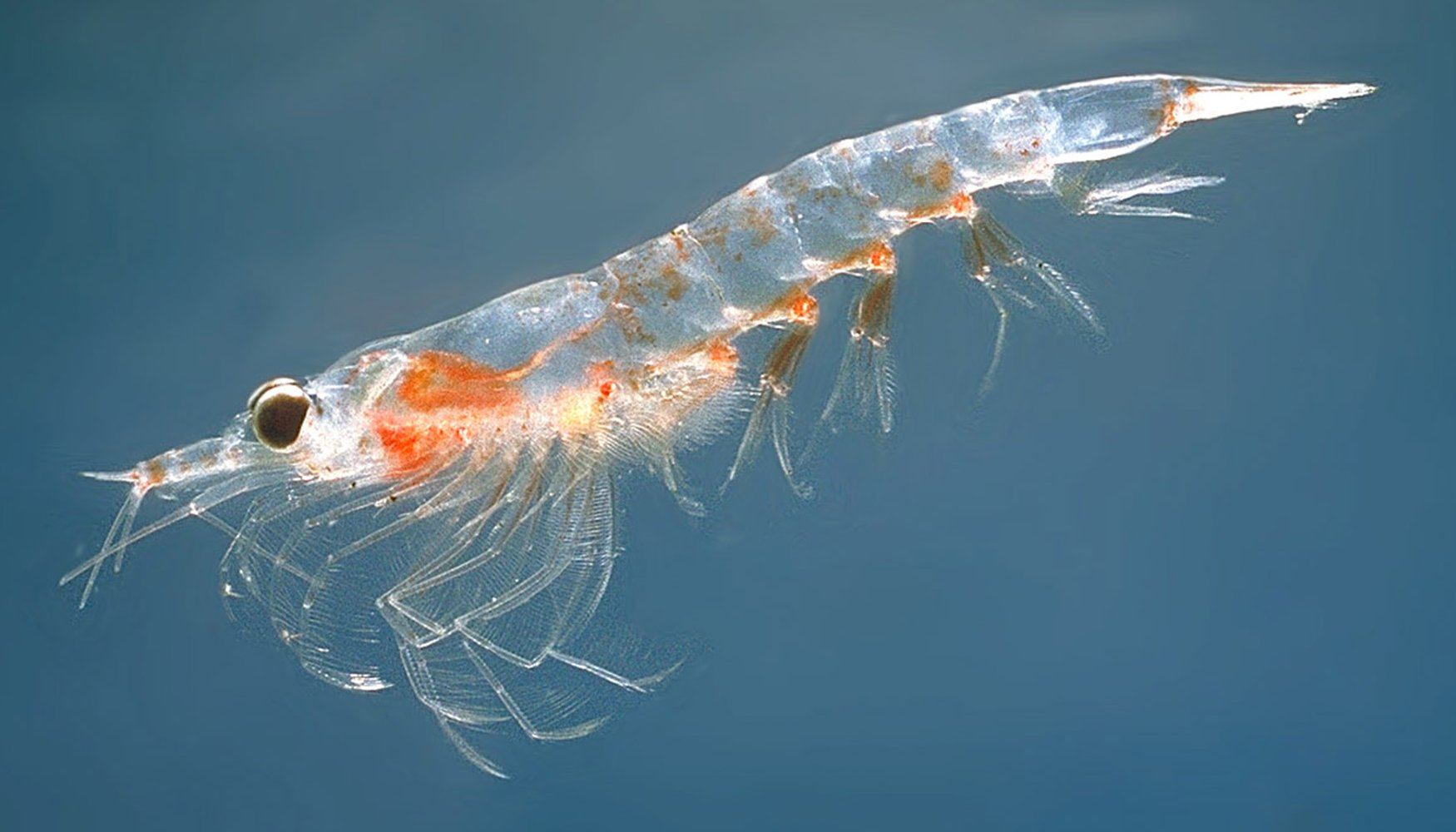
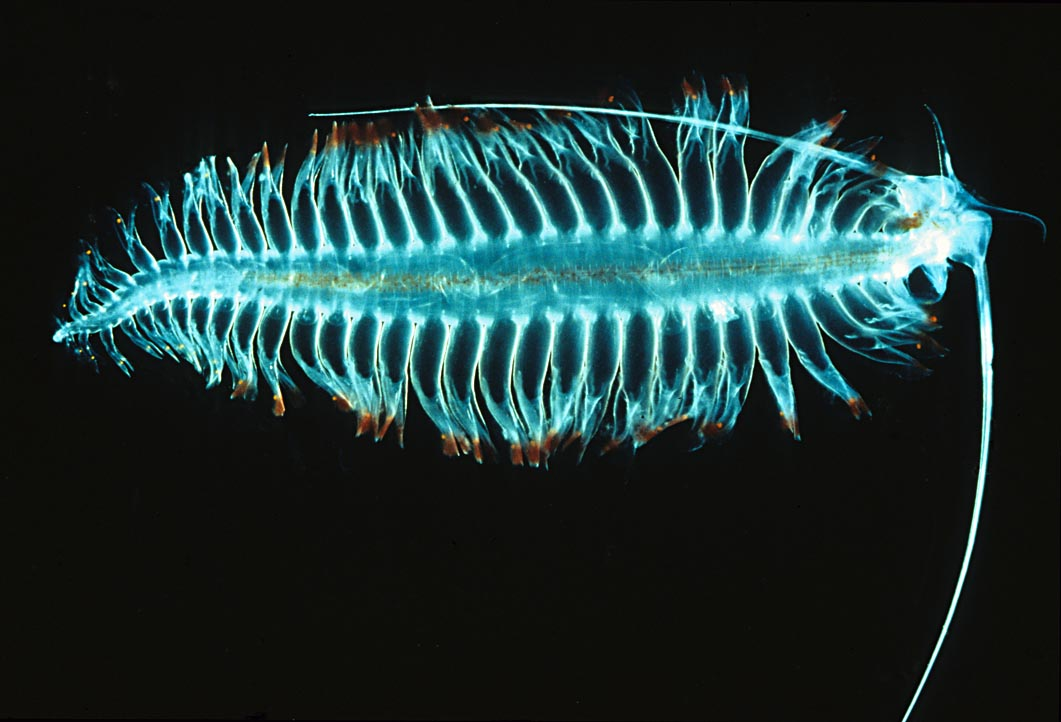
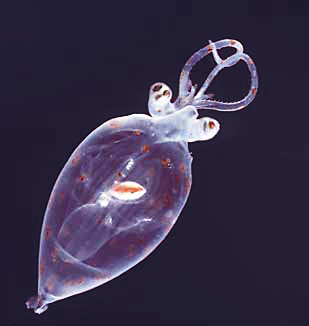
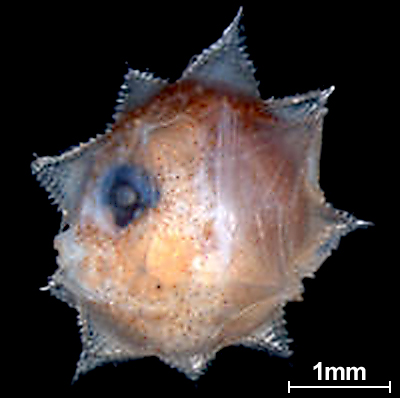

## المصدر
- عوالق حيوانية